# Leon Festinger
Leon Festinger, ameriški psiholog, * 8. maj 1919, New York, ZDA, † 11. februar 1989, Haverford, Pensilvanija, ZDA.
Prispeval je več pomembnih dognanj v socialni psihologiji, tako je razvil teorijo kognitivne disonance in teorijo socialne primerjave. Primer kognitivne disonance je ilustriral s primerom v knjigi When Prophecy Fails.